# Stanwell (Pfeifenhersteller)

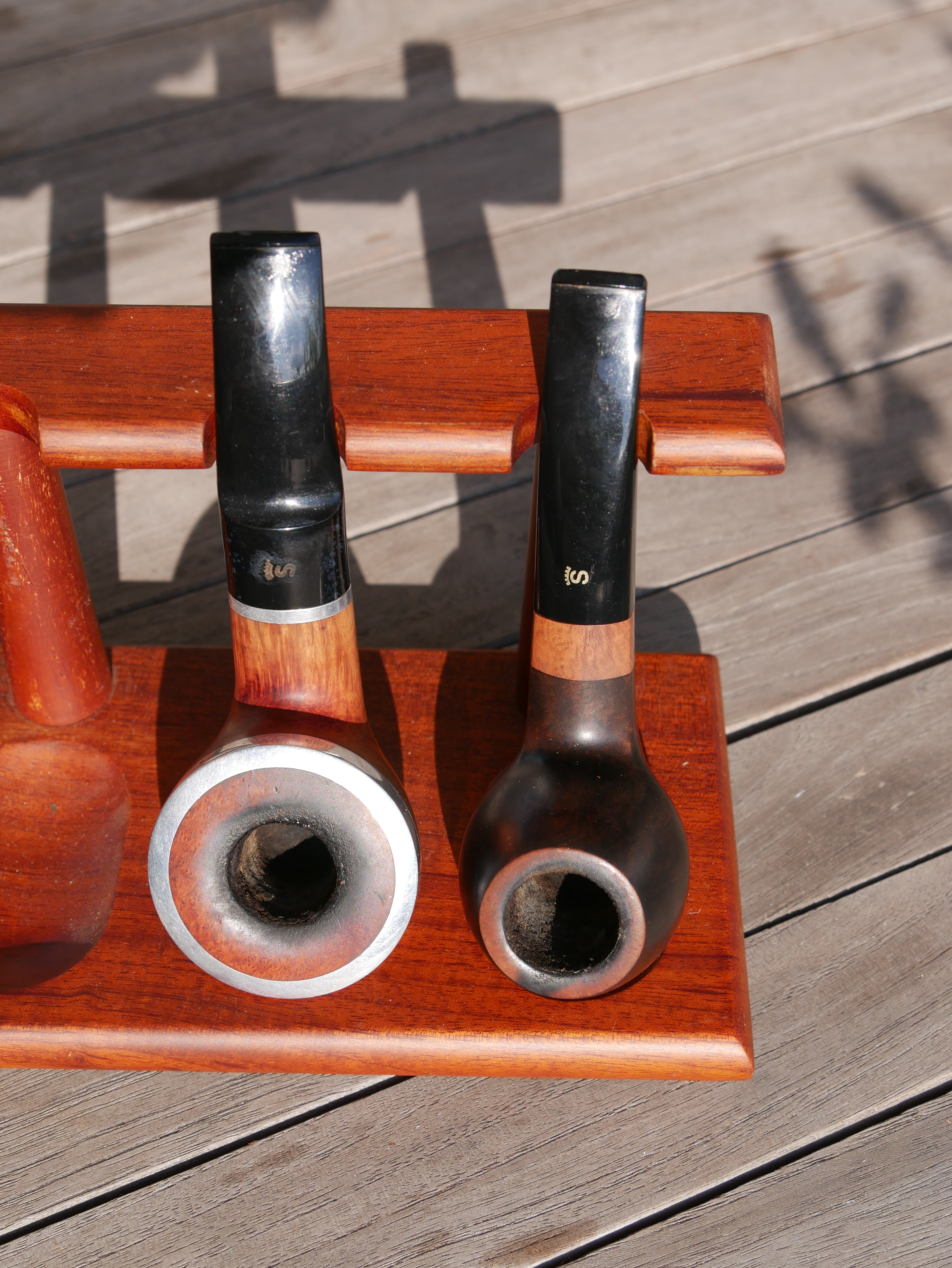
2 Pfeifen der Marke Stanwell

Stanwell ist ein dänischer Pfeifen- und Rauchtabakhersteller, gegründet 1948 von Poul Nielsen († 1982). Die Jahresproduktion der Fabrik in Borup beträgt rund 100.000 Pfeifen; damit ist Stanwell wohl der größte Anbieter maschinengefertigter (kopiergefräster) Tabakspfeifen. Außerdem werden über 70 Rauchtabakmarken angeboten.
In den 1970er Jahren wurde die Marke im deutschsprachigen Gebiet durch die gezeichneten Werbespots von Loriot bekannt. Die Spots endeten mit dem Merksatz: „Drei Dinge braucht der Mann: Feuer – Pfeife – Stanwell“.